# Mil
Mil (rusko Московский вертолётный завод им. М.Л. Миля - Moskovskij vertoljotnij zavod imeni M.L. Milja) (tudi OKB Mil ali Biro Mil) je ruski načrtovalec in proizvajalec helikopterjev. Ustanova je poimenovana po konstruktorju Mihailu Milu. Mil sodeluje tudi z Eurocopterjem v podjetju Euromil.
Leta 2006 se je združil s podjetji Kamov in Rostvertol v podjetje Oboronprom.

## Helikopterji
- Mil Mi-1, 1948 - Lahki večnamenski helikopter, NATO oznaka Hare.
- Mil Mi-2, 1965 - Lahki večnamenski helikopter, NATO oznaka Hoplite.
- Mil Mi-3, 1964 - Eksperimentalni lahki večnamenski helikopter
- Mil Mi-4, 1955 - Transportni in protipodmorniški helikopter, NATO oznaka Hound.
- Mil V-5, 1959 - Srednji enomotorni tranposrtnin helikopter
- Mil Mi-6, 1957 - Težki transportni helikopter, NATO oznaka Hook.
- Mil V-7, 1959 - Eksperimentalni štirisedežni helikopter
- Mil Mi-8, 1968 - Večnamenski helikopter NATO oznaka Hip.
- Mil Mi-9 - Zračni komandni center na bazi Mil Mi-8 Hip.
- Mil Mi-10, 1962-1963 - Zračno dvigalo, NATO oznaka Harke.
- Mil Mi-12 / V-12, 1967 - Največji helikopter na svetu, NATO oznaka Homer.
- Mil Mi-14, 1978 -  Protipodmorniški helikopter NATO oznaka Haze.
- Mil V-16, 1967 - Težki transportni helikopter
- Mil Mi-17, 1974 - Transportni helikopter. NATO oznaka Hip.
- Mil Mi-18, 1979 - samo dva prototipa
- Mil Mi-19, - Zračni komandni center na bazi Mil Mi-17 Hip.
- Mil Mi-20, 1966 - Zelo lahek helikopter
- Mil Mi-22 Hook-C - Zračni komandni center na bazi Mil Mi-6 Hook.
- Mil Mi-22 (1965), 1965 - planiran, nezgrajen
- Mil Mi-24, 1978 - Težki jurišni helikopter NATO oznaka Hind.
- Mil Mi-25, - Izvozna verzija Mi-24 Hind.
- Mil Mi-26, 1977 - Trenutno največji helikopter na sveti NATO oznaka Halo.
- Mil Mi-27 - Zračni komandni center na bazi Mil Mi-26
- Mil Mi-28, 1984 - Bojni helikopter NATO oznaka Havoc.
- Mil Mi-30, planiran. nezgrajen
- Mil Mi-32, 1982 - super težki helikopter s tremi rotorji, nazgrajen
- Mil Mi-34, 1986 - Lahki helikopter, NATO oznaka Hermit.
- Mil Mi-35 - izvozna verzija Mil Mi-24 Hind.
- Mil Mi-36, samo planiran, nezgrajen
- Mil Mi-38, 2000 - večnamenski helikopter
- Mil Mi-40, samo planiran, nezgrajen
- Mil Mi-42, samo planiran, nezgrajen
- Mil Mi-44, samo planiran, nezgrajen
- Mil Mi-46, samo planiran, nezgrajen
- Mil Mi-52, samo planiran, nezgrajen
- Mil Mi-54, 2010 - večnamenski helikopter
- Mil Mi-58, samo planiran, nezgrajen
- Mil Mi-60, samo planiran, nezgrajen
- Mil Mi-115, samo planiran, nezgrajen
- Mil Mi-171 verzija Mi-17
- Mil Mi-172 verzijaMi-17
- Mil Mi-234 verzija Mi-34
- Mil Mi-X1, samo planiran, nezgrajen
- Mil V-37, samo planiran, nezgrajen